# Magdalena Fabczak
Magdalena Fabczak, właściwie Alina Magdalena Fabczak, także Fabczak-Kowalczuk (ur. 3 maja 1953 w Warszawie) – polska logopedka, działaczka społeczna. 

## Życiorys
Magdalena Fabczak ukończyła studia na Wydziale Psychologii i Pedagogiki Uniwersytetu Warszawskiego oraz studia logopedyczne na Uniwersytecie Marii Curie-Skłodowskiej w Lublinie. Zawodowo związana z Wojewódzkim Szpitalu Zespolonym w Białymstoku jako logopedka. Specjalizuje się w rehabilitacji głosu i mowy u osób po całkowitym usunięciu krtani, a także afazji, dyzartrii, jąkania.
Przewodnicząca Podlaskiego Towarzystwa Laryngektomowanych. Działa charytatywnie oraz społecznie na rzecz zapobiegania rakowi krtani. Daje wykłady na uczelniach wyższych. Jej zainteresowania naukowe obejmują kwestie humanitarnego wymiaru cierpienia.

## Ordery i odznaczenia
- Srebrny Krzyż Zasługi (2000)[4]
- Złoty Krzyż Zasługi „za zasługi w działalności na rzecz Towarzystwa Laryngektomowanych” (2007)[6]
- Krzyż Kawalerski Orderu Odrodzenia Polski „za wybitne zasługi w pracy naukowo-dydaktycznej, za osiągnięcia w działalności charytatywnej i społecznej na rzecz ochrony zdrowia publicznego” (2012)[7]
- Odznaka honorowa „Za zasługi dla ochrony zdrowia” (2017)[8]
- Krzyż Komandorski Orderu Odrodzenia Polski „za wybitne zasługi w działalności na rzecz osób laryngektomowanych, za osiągnięcia w podejmowanej z pożytkiem dla kraju pracy zawodowej i społecznej” (2022)[9]

## Publikacje
Na podstawie jej scenariuszy powstały filmy: „Kalectwo nie jest całym tobą”, „Zaśpiewaj razem z nami”, a także reportaże Radia Lublin i TVP Białystok. Autorka wierszy i baśni.
Książki
- Czy tylko głos utracony i odzyskany?
- Humanitarny wymiar cierpienia
- Zeszyt do ćwiczeń głosu i mowy dla osób po całkowitym usunięciu krtani
- Dzienniczek uczuć
- Dzienniczek mowy
- Jak mówić bez krtani?
- Mówię bez krtani. Techniki i ćwiczenia
- Cały ten rak
- Mądrość zmęczonych oczu